# パワポケダッシュ
『パワポケダッシュ』（Pawapoke Dash）は2006年3月23日にコナミ（現・コナミデジタルエンタテインメント）から発売されたゲームソフト。ゲームボーイアドバンス最後のパワポケシリーズである。キャッチコピーは「野球はいつでも出たとこダッシュ!」。
2021年11月25日にNintendo Switchで配信されたダウンロード版『パワポケダッシュ』（以下、Switch版）についても説明する。

## 概要
パワプロクンポケットシリーズ（パワポケシリーズ）の1作である。2005年8月4日に発売された『パワポケ甲子園』に次ぐ、同シリーズの外伝作品2作目にあたる（ゲームボーイアドバンス版発売当時には『パワポケ甲子園』がパワポケシリーズの一作として扱いのため）。
ハードがゲームボーイアドバンスであることで、互換性のあるニンテンドーDSまたはニンテンドーDS Liteでもプレイでき、DS・DS LiteまたはSwitch版でプレイすると、タイトル画面が低確率でDS限定のグラフィックになる仕掛けがある。なお、サクセスの舞台との兼ね合いためか、基本的に小学校3年生以降で習う漢字は使わないか、後ろにカッコで振り仮名がついている。
この作品の最大の特徴は、従来のパワポケとは全く異なるシステム「カード野球」を採用している点である。複雑で難しい試合の操作を簡単にするために導入された。操作簡略化のため、ファウルを除いて1球で打席結果が表される点は、同社の野球カードゲーム『BASEBALL HEROES』シリーズと共通している。さらにサクセス中のみ、試合中に選手同士による会話の演出があったり、特定の場面になると気合ポイントが上昇したりカード力が上がったりするなどの要素がある。このシステムは好評だったようで『パワプロクンポケット9』から『パワプロクンポケット12』まで導入された（更にサクセスモードの野球モードを選択できる）。なお、『パワプロクンポケット14』の裏サクセスの「札侍編」の対戦形式として、再びカード野球が導入されたが、システムなどが大きく異なるため、別物となっている。
『パワポケ甲子園』と同じく、日本野球機構（NPB）の12球団と、パワポケシリーズ（本編の）アレンジチームは収録されていない（#登場チームを参照）。
2021年11月25日に発売のパワポケシリーズ新作『パワプロクンポケットR』の早期購入特典として、Nintendo Switchで遊べるように移植したダウンロード版が配信された（単体購入は不可）。オリジナル版と異なり、外部からのクイックセーブ・クイックロード機能が対応される一方に、1人用のため通信対戦などの通信関連のモードが削除されている。また、現在の表現事情により、ゲームボーイアドバンス版当時が存在した一部シナリオが修正、もしくは削除される。

## パワポケ図鑑
本作のみ収録のパワポケ図鑑では、（ゲームボーイアドバンス版発売当時の）歴代シリーズ作品のパッケージデザイン、作品紹介、サクセス・俺のペナントのキャラのプロフィールと一部のBGMが収録されている。アルバムモードと違い、最初から全て見ることができる。
なお、プラットフォーム、発売時期の関係で『8』のBGMが収録されず、プロフィールも一部のメインキャラクターのみとなる。またSwitch版では、表現事情などによって『パワプロクンポケットR』版『1』『2』に修正されたコンテンツもSwitch版で反映されていない場合もある。

## 表サクセス(親父ボール編)
外伝作品だが、表サクセスのストーリーはいままでの表サクセスとつながっている。時系列は、『パワポケ7』の2年目と同じ年に開始。本作は『パワポケ8』より後に発売されたが、時系列はこちらの方が先である。本作のメインシナリオは丸山修が担当。
シリーズ初の少年野球を舞台となる。サクセスは少年野球を舞台にしているため、球速の最大値が非常に低く設定されている（他のシリーズにパスワードで登録すると+40、逆に他のシリーズから登録すると-40される）。少年野球がテーマなので女性選手も多数登場している。ガンバーズの女性選手はガールフレンド候補も兼ねている。
本作の投手の能力アップで取得できる特殊変化球は、『パワポケ8』のものではなく『パワポケ7』までと同様の「基本変化球をレベル1以上持った状態で特殊変化球を書き換えて取得したり別の特殊変化球に変更できる」という仕組みになっている。なお、『パワポケ8』以降に追加された特殊変化球はあるものの、能力アップで『パワポケ8』以降で追加された特殊変化球を取得できるのはHシュートのみで、それ以外の特殊変化球はイベントでは一切取得できず、オリジナル変化球を取得できるイベントもないので取得できない。そのため、持っているのは『パワポケ8』の選手パスワードを使って本作に登録された選手と敵チームの選手のみである。なお、本作は少年野球であるものの変化球を取得して投げることができるが、実際の少年野球では怪我の防止のため変化球は練習でも禁止されている。
小学生の話なのでグリムじゃんけん、四葉のクローバー探し、虫遊び、などの子供の遊びのサブイベントや、カン蹴りといったミニゲームがある。しかしストーリーはパワポケシリーズらしく、重苦しい展開や「死」を題材にしたイベントを多分に含んでいる。また、グッドエンドが存在しない彼女候補も多い。
本作登場の選手（ライバル選手、ボール親父含む）が、のちに『パワプロクンポケット11』以降でアレンジチームのガンバーズ選手として登場する。登録名は一部の選手を除いて漢字が変更された。このため、下記の一部選手の名前は『パワポケ11』のアレンジチームに準拠している。

### あらすじ
父親と共にモグラーズの試合をスタンドで観戦する小学一年生の主人公。しかし、水木の打ったホームランボールが父親の頭を直撃。意識を失った父親の横で泣き叫ぶ主人公。その時、目の前に野球仙人が現れ「本来死ぬはずの父親を助けたければ五年以内に少年野球の全国大会で優勝するように」と告げる。ボールに魂を吹き込まれた父親を助けるため、主人公は奔走することになった。

### クリア条件
章ごとに決められた条件を満たせば次の章に進めるが、条件を満たさなかった場合はゲームオーバーとなり、ゲームオーバーになった直前の場面（『パワポケ7』同様毎ターンに自動セーブされているため）から5回までやり直しできるが、やり直し回数が多くほどペナルティが大きくなってしまう。やり直し回数が無くなるとファイルが消去される他、ゲームオーバーの中にはやり直し回数に問わず強制的にファイルが消去されるものがあり、消去されると最初からやり直しになる。
- 第1章「野球するぜ！」…1年目の7月1週までにメンバーを9人以上集めて（実質は明智、わん子、真薄、二ノ宮、徳川の5人中4人を入団させる）、地方大会の1回戦に勝つこと。また、地方大会終了後、無田の恋についての質問の選択肢によって第2章の内容が大きく変化する。
- 第2章「晴れ、ときどき親父」/「呪われ親父」/「親父が消えた？」…地方大会の1・2回戦と、2月4週に行われるサイバーキッズ戦の試合に勝つこと。
  - ただし、呪われ親父ルートのみ、第2章開始時に天国メーター（後述）が50以上ある場合は、強制的にゲームオーバーとなり、やり直し回数に問わず強制的にファイルが消去される。[6]
- 第3章「明日にむかって」…水木とのミニゲームに勝ち、地方大会を優勝すればクリア（準決勝からスタートするため実質は2試合に勝つこと）。第3章の開始時にメンバーが人数不足になるが、ストーリーが進むとサイバーキッズの一般選手が入団するので集める必要はない。
  - 水木とのミニゲームに負けるとゲームオーバーとなり、やり直し回数に問わず強制的にファイルが消去される。

また、本作のみの要素である天国メーターがMAXになることでゲームオーバーとなる（この場合は、ゲームオーバーになった後の場面からやり直せて、天国メーターが少し減少する）。メーターはイベントによって増減するほか、怪我、野球と関係ない行動（友達と遊ぶ、勉強をする等）をとることで増加する。仲間評価が低いと第1章で入団したわん子以外のメンバーが脱退することがあり、人数不足で試合を行えなくなった場合もゲームオーバーとなる。

### 登場人物

#### 主要人物
主人公（しゅじんこう）
歴代最年少となる主人公（パワプロシリーズ含む）。ボールになってしまった父親を元に戻すために少年野球の全国大会で優勝を目指す。過去に飛行機事故に遭っており、母である静香を亡くしている。父親がボールになってしまうきっかけを作った水木を恨んでおり、突き放した態度をとる。しかし、後に父親から真意を聞かされ、水木とのバッティング対決を経て和解。プロの選手として水木に追いつくことを約束した。才葉零人とは小さい頃からの親友であり、ライバル。
実は虎造の実子ではなく、本当の家族は才葉家である。そのため、零人とは双子の兄であると同時に、さくらは実妹。まだ赤ん坊だった頃、台風に巻き込まれて才葉の元を離れてしまった。虎造と静香は偶然、川に流される彼の姿を見かけ、拾い育てることにした。それを知らない彼は、虎造と静香を本当の両親と思いながら育てられたのだった。エンディングでは父が消滅した後、水木に引き取られ町を去った。正史では主人公が特定の条件を満たした事で野球仙人により特別に復活した虎造と再会を果たし、水木の養子として育つ事を選んだ。
裏サクセスでも主役を担当する。
無田 税（むだ おさむ）
主人公が所属する少年野球チーム「ガンバーズ」のメンバー。マニアの卵。父親からもらったグラブを愛用しているが、矢部のことは覚えていない。小学生の男の子らしく、女の子と遊ぶのを恥ずかしく感じており、わん子やさくらを邪険に扱っては主人公に叱られているが、主人公にさくらとのデートのアドバイスを求める等、内心はまんざらでもない様子。この時のアドバイス内容によって2章のシナリオが若干分岐する。閉鎖された『ダッシュ』公式サイトによると正史ではさくらと大恋愛中との事。ポジションは投手（主人公野手時）または捕手（主人公投手時）。なお、メガネ一族の中では最年少である。
ボール親父（ボールおやじ）/虎造（とらぞう）
水木が打った打球に当たった事によって死亡するはずだったが、野球仙人の力で一時復活し、その命をボールに吹き込まれることとなった主人公の父親。本名は虎造。主人公に対して様々なアドバイスをする。かつてはガンバーズの創設時のメンバーであり少年野球大会で優勝した経験がある。
水木、才葉秀人とはその頃からの仲であり小学校、中学校、高校、大学と一緒だった。水木とドラフトを競い合った間柄でもあったが、ある事をきっかけにドリルモグラーズ入団の機会を譲る。しかしそれが元で才葉秀人から逆恨みを買うようになってしまった。
当時、「流しの虎」というあだ名で呼ばれておりバッティングのパワーとセンスは水木以上とも。また、かつては水木とバッテリーを組んでいた。
最後は少年野球大会優勝前に野球仙人の出した条件を達成できず、主人公に出生の秘密を伝えこの世を去った。正史では主人公が特定の条件を満たした事で野球仙人に特別に復活させてもらい、主人公と再会を果たし、主人公を水木の養子にさせた。
また『パワポケ11』のアレンジチームではガンバーズの選手として登場（登録名は「オヤジ」、ウグイスコールは「オヤジボール」）。ポジションは捕手。
水木 卓（みずき すぐる）
モグラーズ（後のホッパーズ）の選手。身体にガタが来ているらしく、引退を考えている。オープニングでホームランを打つが、野球観戦に来ていた虎造にホームランボールを当てて事故死させてしまい、悲劇のホームランバッターとなった。虎造共々、かつてはガンバーズ黄金期のメンバーで妹を彼と結婚させたが、飛行機事故で妹が死亡した事がきっかけで、死なせてしまった元凶だと彼を憎むようになる。主人公とも仲が悪かったが、実際は主人公を発奮させようとそういう態度をとっていただけであり、後に真相を知った主人公と和解。
以後は主人公の叔父として親しく接し、EDでは父が亡くなり身寄りのなくなった主人公を養子として引き取った。

#### ガンバーズ

##### チームメイト
一堂 光（いちどう ひかり）
ガンバーズのメンバーで、主人公より2つ上の先輩。キャプテンを務める。さわやかで卒がなく、監督がパチンコに行ってしまっているときは探しに行くなどしっかり者である。高い能力を持つがシナリオの都合上すぐに引退してしまうため、活躍の場は少ない。
卒業する際は、羽柴からの薦めもあり夏海にキャプテンの座を譲る。専用エンディングがなく、少々不遇な立ち回り。
ポジションは遊撃手、サブポジションは二塁手。
晴川 夏海（はるかわ なつみ）
ガンバーズのメンバーで、主人公より1つ上の先輩。硬派な性格だが実は女の子である。夏子という妹がいるが、それは嘘で合宿先の夜の風呂場で主人公に正体がばれる。男のふりをしていたのは本人が野球好きなので、女だからと特別扱いされるのが嫌だったため。親からは女の子らしくしろと言われており、野球していることはバレー教室に通っていると誤魔化していた。
一堂の後任としてキャプテンを務め、自身が引退する際には主人公にキャプテンを託す。ポジションは二塁手、サブポジションは三塁手。選手兼ガールフレンド候補の1人。『パワポケ10』では真薄の友人として再登場。
羽柴 秀虫（はしば ひでむし）
ガンバーズのメンバーで、主人公より1つ上の先輩。一見悪そうに見える風貌だが、昆虫が大好きで自然を大切にしている心優しい少年。一人っ子で、小さい頃は虫だけが友達だったという。カブトムシやクワガタムシに関しては、デパートなどで見飽きたらしい。
夏海の正体が分かった時には、少し好意を寄せる描写が見受けられる。ポジションは一塁手、サブポジションは遊撃手。夏海と同じく『パワポケ10』で真薄の友人として再登場。
小野 玄空（おの げんくう）
ガンバーズのメンバーで、主人公とは同級生。お坊さんの息子。オカルトに興味があり、法術も少し使える。お節介焼きな性格であり、強引に主人公の悩みを聞くこともしばしば。遊び半分で野球仙人を召喚することもある。
ポジションは三塁手、サブポジションは捕手。
明智 五郎（あけち ごろう）
ガンバーズのメンバーで、主人公とは同級生。非常に頭が良い。母親のせいで練習になかなか参加できずガンバーズをやめようとしていた。しかし、毎朝ランニングをすることで父親に「一つのものに熱心に取り組むのはいいことだ」と言われ練習に復帰する。
UFOが好きで時間があれば空を眺めている。夢はUFOに乗って世界の始まりを知ること。毎晩主人公と一緒に夜空を眺めていると、ある日に本物のUFOを発見する。しかもそれが空き地に着陸し、中にいた宇宙人と出会う。しかし、火星人と名乗るその宇宙人は、どう見てもただのオッサンな風貌でガッカリする。多少疑心暗鬼ながらもUFOに乗りたいという願いを叶えて貰おうとしたが、地球と宇宙では時間の流れが違う（宇宙の10分は地球で100年）ので家族を悲しませるなと断られてしまう。ならば5分後（地球での50年後）に旅立つ用意をしているのでまた来てくれとお願いするが、今度はUFOは夢を持つ子供にしか見えないと言われてしまう。
関係があるのか疑問を持つ彼だったが、火星人の超弦理論の説明により納得し、大人になっても夢を信じ続けると誓い、火星人との再会を約束した。
ポジションは外野手。
二ノ宮 金太（にのみや きんた）
ガンバーズのメンバーで、主人公とは同級生。実家は八百屋で、時々店を手伝っている。気さくな性格の持ち主だが、虫を殺して遊ぶなど、子供特有の無邪気な残酷さを持つ。しかし、ルートによっては更生する。ポジションは外野手。『パワポケ11』において19歳の時に溺れたネコを助け溺死する。しかし、その死は（間接的ながら）デス・マスの生き方を大きく変えることになる。
徳川 三太夫（とくがわ さんだゆう）
小学生とは思えない怪力を誇るのんびり屋の小学生。相撲取りを目指している。主人公がじゃんけんして勝てば、ガンバーズに入団する。ポジションは投手（明智と二ノ宮が復帰した時は必ず投手になる）、または捕手。捕手時はサブポジションで外野も守れる。
真薄 牡丹（まうす ぼたん）
足が早いことが自慢の小学生。以前はサイバーキッズに所属していた。人見知りが激しく、なかなか友達が出来ずにいたが、主人公がガンバーズにスカウトすることによって主人公と友達になる。ガンバーズに入っても相変わらずの性格だったが、主人公の説得により自ら友達を作る決意をした。それも最初は上手くいかなかったが、遂に友達を作ることに成功する。
しかし今度はカンケリで鬼ばかりやらされ、自分はいじめられているとイジけてしまう。その後、主人公の活躍によって納得しようとするものの、アルバムでは結局、主人公だけが友達という結末となってしまう。
ポジションは投手（明智と二ノ宮が復帰した時は必ず投手になる）、または外野手。苗字は「マウス」から。
芽森 わん子（めもり わんこ）
犬のような風貌をしている女の子。仕草や言動も犬に似ているが、本人は人間であると主張している。だが、デート内容もフリスビーや散歩などであり、プレゼントも犬用ガムやビーフジャーキーなどである。また、小学校には通っていないらしく、住んでいる場所は空き地であるかのような描写がある。
最初はサイバーキッズから主人公達が所属するガンバーズに移籍。足が速く、才葉さくらとはとても仲が良い。
ポジションは外野手、サブポジションは二塁手。選手兼ガールフレンド候補。二つの結末があり、好感度が低い場合は遠くの中学校に行くと言い、主人公に別れを告げ、誰にも看取られずひっそりとその生涯を終えてしまう。
好感度が高い場合は、主人公に看取られながら命を落とし、その正体はやはり犬だったということが判明する。元は捨て犬であり才葉家に拾われて飼われていたが、ある時交通事故により瀕死になってしまう。その際野球仙人に助けられ、人間と犬の中間の生き物として復活することができたが、その命も一時的なもので、小学生のうちに全国大会で優勝できなければ死んでしまうという運命であった（地方大会はゲームシステム上、絶対に優勝することができない）。チームメイトとの別れの時、および主人公との最期の別れの時には語尾に「ワン」と付けることなく普通に話せるようになっており、そのことを、本当の人間になれたんだと喜びながら消えていった。
今までの彼女候補と違い、グッドエンドが存在しない。苗字はコンピューターの記憶装置を指す「メモリ」から。
才葉 さくら（さいば さくら）
零人の妹で年齢は主人公より1歳下。多くの恋愛をしたいと思っているおませな女の子。口癖は「うにゅー」。サイバーキッズに入るつもりだったが仲の良かったわん子が出て行ってしまったことや、無田に一目惚れしたのをきっかけに一堂の卒業後、ガンバーズに入る。無田の選択肢によって展開が変化し、無田と別れた場合は主人公と付き合うことになる。
選手兼ガールフレンド候補の1人であり。ポジションは遊撃手、サブポジションは外野手。なお零人の登録名の都合から、登録名は苗字の「才葉」ではなく「さくら」。
主人公と恋が芽生えた場合、イベントが進むと虎造から謎の妨害を受けるようになる。実は彼女は零人の妹であると同時に、主人公の実妹でもある。主人公の出生の秘密に気づいた場合、エンディングで主人公は彼女を気遣い、わざと喧嘩して真相を語らずに彼女の前から去る結末となる（気づいていない場合は喧嘩別れすることはないが、お互いがボール親父の意図を気にして関係が終わる）。アルバムでは失恋を期に髪を短くして、今日から生まれ変わると宣言した姿が見られる。また、喧嘩別れをしていない場合のエンディングでは無田とまた付き合うつもりらしい。わん子同様、グッドエンドが存在しない。
苗字は「サイバー」から。
上部（うえぶ）、広土（こうど）、鈴空（りんく）、真取（まとり）
元サイバーキッズのメンバー達、3年目の地方大会直前にガンバーズに入る。ガンバーズ野球選手欄で見ると顔があるが、モブキャラクターな為に物語未登場。名前の由来は「ウェブ」「コード」「リンク」「マトリックス」から。

##### 監督
福沢 優吉（ふくざわ ゆうきち）
ガンバーズ監督。主人公が入団するまではあまりやる気が無く、指導も投げやりになっていたが、主人公が入団すると彼のやる気に刺激され徐々にやる気を出していった。それからは主人公の頑張り、才葉父の工作への反発。次第に上がっていくチームの実力と士気に感化され、頼り無さは消えないものの徐々に監督としての自覚を取り戻し、やや熱血監督になる。また、虎造は大学の先輩で家の中で焚き火をされたことがあるが、特に恨みは抱いてはいない模様。

#### ライバル
才葉 零人（さいば れいと）
主人公の親友で、かつライバルでもある。父が監督を務めるチーム「サイバーキッズ」のエース。超小学生レベルの実力を持ち自信過剰な部分もあるが、妹思いな一面もある。だが少々シスコン気味で、無田と付き合うのは反対しており、逆に主人公との交際は応援している。かなりもてるようでバレンタインデーの日に一人では食べきれないほど、チョコレートを貰っている。
最初の頃は父親の言うことを多少なりとも信じていたが、サイバーキッズがガンバーズに負けたとき、試合前の約束を守らない父親に困惑する。あくまでデータに拘り人を見ようとせず、金の力で解決しようとする父親の姿に失望してゆく。息子と娘の気持ちが理解できていない父親に「父さんの料理が食べたい」ときっかけを作るも、サイバーキッズのチームメイトがいない大変な状況の中で、悠長にデザートを作っている父親に対し大激怒。それがきっかけで家が火事になり焼失。友達の部屋に居候することに。
しかし、それでも野球への熱は失われてはおらずリトルガリバーズのエースとなり、全国大会決勝戦で主人公の前に再び登場し勝負を挑む。敗北後は日本プロ野球で戦うことを主人公に約束しアメリカへ野球留学。アルバムでは大リーガーとなっている。実は主人公の双子の弟なのだが、主人公が最後までその事実を話さなかった為に知る事が無かった。
比奈鳥 青空(ひなとり そら)
数々のチームを渡り歩く、さすらいのピッチャー(作中ではパンジーズとキャットガールズの2つ)。行方不明の父親を捜している。ファザコンと思われる部分もあるが、性格はしっかりとしている。正しい心と強い意志を持つが言う事が大仰。ガールフレンド候補の一人。
文珠（もんじゅ）
ナヤンダーズのエース。最初は弱いふりをしていたが逆転されると本気を出す。チームの選手名は「なんかい」「ぬけげ」など、悩む関係、考える関係ばかりである。
怨見（うらみ）
シンレーズのエース。試合中に人工精霊で妨害してくる。チームの選手名は「うらない」「そとば」など霊的なイメージのものばかり。
桜木（さくらぎ）
キャットガールズのエース。だが、青空がこのチームに来ていると外野手になる（顔も他の選手と同じに）。チームの選手はすべて女性。また足が速く、盗塁をよく使ってくる。左投右打。
ニコライ
ワールドキッズのエース。対戦相手に勝ち越していると挑発してくる。このチームの選手名はすべてカタカナ。
飛野（とびの）
アウトバーンズのエース。選手名は「ごうだ」「まんりき」など力強い名前が多い。本当に小学生かは不明。
リトルガリバーズのキャプテン
プロフィールでは「リトルガリバーズ」と表記。本名不明。物語未登場でプロフィールだけ登場。チームは守備が堅い。

#### ガールフレンド候補
小学生なので、「彼女」ではなく「ガールフレンド」である。従来の「電話番号取得」、「遊べるようになる」が「ガールフレンドになる」になっており、「彼女になった」に変わる表示はないが、一定のイベントを起こすことでそのガールフレンド以外のハッピーエンドは出なくなる。
南雲 瑠璃花（なぐも るりか）
真夜中に主人公の隣の部屋に突然引っ越してくる女の子。性格はクールだがいわゆるツンデレ。料理が苦手だったが、主人公のおかげでだんだんと上達していく（「料理の腕前」という彼女専用の隠しパラメータがある）。実は夜逃げしている身であり、社長であった父親が会社を乗っ取られて借金を残し病死。元々住んでいた一軒家にいられなくなったために引っ越してきた。この時に事情を知った前の学校の友人たちは皆離れていってしまったと語っており、夜逃げ後も事情がバレて友人が離れてしまわないように、わざわざ前の家の前まで回ってから登校していた。だが、主人公の助言で（表向きは母親の助言で）立ち直り、主人公と一緒に直接登校するようになった。
この父親の借金のうち、本来返すべき金は返しているものの、イベント終盤で借金取りの無茶な取立により危険な目に遭う。そこに居合わせた主人公が、借金取りに彼女をかけた約束（全国大会の優勝）をすることになる。その借金取りは過去に野球には思い入れがあったようで、主人公の話に乗る。大会で優勝できるかどうかでこの後の展開が変化する。
約束を果たせなかった場合、母親と彼女はどこかの島へ連れて行かれてしまう。バッドエンドのアルバムでは一見平穏無事に生活しているように見える手紙を送ってくるが、この手紙には縦読みが仕込まれており、縦から読むと「早く助けに来て」と書かれており、生活面は大変苦労していることが分かる。主人公はこの手紙を読んで将来必ず迎えに行くと決意する結末となる。約束を果たすと借金取りは南雲家から取り立てるのを止め、彼女の父親の会社を乗っ取った人物から取り立てる方針に変更。借金問題は解決して元の一軒家に戻れることになり、会社も母親が引き継いだことから、身辺の無事も保障されるようになった。
主人公が町を出る時に「今度は私があなたの力になる」と決意し、それを伝えているが、アルバムではその後すぐに水木の家の近くに自分が引っ越し、主人公を支えるという結末となる。
才葉 さくら（さいば さくら）
ガンバーズ関係者参照。
芽森 わん子（めもり わんこ）
ガンバーズ関係者参照。
晴川 夏海（はるかわ なつみ）
ガンバーズ関係者参照。
比奈鳥 青空（ひなとり そら）
ライバル参照。
モモコ
隠しガールフレンド候補。ポイントで「彼女」を買うと空き地に出てくる女の子。ある秘密がある。主人公の練習を見に来る。彼女とは自分が決めた週に毎回会うことを約束するため、約束した日以外には会えず、また一度でも約束を破ると二度と会えなくなる（連続イベント終了後は除く）。バレンタインデーも知らないほど世間には疎い（しかし、ゲームクリエイターという職業については普通に知っていた上に、「女の子がみんなお嫁さんになりたがっているという考え方は女性を家に押し込めているみたい」と、妙に時代相応な発言をする）。
一緒に遊ぼうとはせず、主人公の野球している姿を見ているだけでいいと言う。一度は隣町に行こうとしたものの空き地を出てすぐに倒れてしまった。
だんだんと積極的になる主人公に少し不安げになってゆき、無田に一緒に居るのを目撃されて照れる主人公を見てある確信を持つ。そして、いつしか主人公の前から消える。その正体は空き地にある桃の木の精。

#### その他
才葉 秀人（さいば ひでと）
零人、さくらの父親。サイバーキッズの監督を務めている。ガンバーズを目の敵にしており、何かと理由を付けて潰そうとする。かつてはガンバーズ黄金期のメンバーで虎造、水木とは小学校からいつも一緒と言うほどの仲だったが、モグラーズ入団のテストのときにとある事件が起こり、それが原因で不仲となった。
主人公が4年生のときは力を侮ったのか｢勝利できなければ解散｣、5年生のときには「1勝しかできなければ解散｣する通知を市長に頼むも、ガンバーズが条件を満たしてしまったためだんだん焦り始める。
その後はさくらがガンバーズを辞めない為にガンバーズ対サイバーキッズで試合をし、負けたほうが解散すると約束して試合を始めるも敗北。
しかし約束を守らず、負けたのはメンバーのせいだと言い出した為にチームメンバーとの仲を悪くする。更に負けたにもかかわらず零人の為にアイスクリームのフライを作るが、零人に「クソ親父」と言われて自暴自棄になり、フライをフライパンに叩き付けた際に跳ねた油が目に入り、その後周りに引火して大火事を起こしてしまう。
逃げ遅れた所を虎造に助けられ彼と和解。ガンバーズにサイバーキッズのメンバーを入れ、その後の合宿にも資金を提供してくれる。
台風の日に零人の双子の兄が川に流され行方不明になる不運を味わうが、その双子の兄が主人公だと最後まで知らなかった。
アルベルト・安生・アズナブル（アルベルト・あんじょう・アズナブル）
シリーズお馴染の外国人。空き地に登場。車に轢かれる。
荒井三兄弟（あらいさんきょうだい）/荒井 金男（あらい かねお）、荒井 銀次（あらい ぎんじ）、荒井 晴男（あらい ぱるお）
空き地に登場。歴代の『パワプロクンポケット』シリーズの主人公に対する態度が少々理不尽だが、根は善人で本作の主人公がモグラーズの部外者で子供なので、本作の荒井三兄弟は主人公に若干優しい。
根来 秀定（ねらい ひでさだ）
空き地で登場。パワポケ6・7にも登場するプロ球団の変なスカウト。少年野球にも目を光らせており、主人公達に声をかけるが怪しい格好のため、無田にコカンキックを食らう。
平田 ヤス（ひらた ヤス）
空き地で登場。『パワポケ4』『5』では教師として登場。教師をやめて無職だったが無田にアルバイトを紹介してもらう。
金星 賀弐（かねぼし がに）
無田の知り合いのおじさん。『パワポケ6』では地主として登場。平田を雇う。
本山 遊馬（もとやま ゆうま）
プロフィールでは「ゆうまくん」と表記。商店街で登場。『パワポケ6』に登場した和桐製作所の社員で無田のことを「ちっちゃい山田くん」と呼ぶ。レアものを見つける能力がある。
たかゆき
商店街で登場。『パワポケ3』から登場しているロボット。スーパーの人気者だったが変な煙幕を出したためクビに。
田西 幹夫（たにし みきお）
商店街で登場。『パワポケ7』から登場し続けている。マニアとしては迷惑な部類。
本作のプロフィールと歴代プロフィールと公式攻略本では苗字だけだったが、本作のパワポケ図鑑で名前が判明。
犬（いぬ）
住宅街で登場。主人公と遊びたがっている。
南雲 霊華（なぐも れいか）
瑠璃花の母で料理がとても得意。スーパーで働いている。
静香（しずか）
主人公の母。飛行機事故で死亡。表サクセスでは名前だけだが、『ダッシュ裏』で登場。
青空の父（そらのちち）
本名不明。行方不明となっているが、イベントを進めれば登場する可能性あり。
借金取り（しゃっきんとり）
南雲家に来る借金取り。小学生のときは天才野球少年だったが、ガンバーズにコテンパンにされたため野球を諦める。約束はしっかり守る人物。
火星人（かせいじん）
明智のイベント登場。UFOで主人公と明智の前で登場。その姿は異星人の着ぐるみを着用した中年男性で、明智曰く「どうみてもただのおっさん」。しかしれっきとした火星人らしい。明智が夢を信じていた為に登場。地球と宇宙では時間の流れが違うという理由で明智のUFOに乗せるという願いを断ったが、5分後（地球での50年後）に旅立つ用意をしているのでまた来てほしいと頼まれ、大人になった明智との再会を約束し彼の元を去った。
明智の母（あけちのはは）
教育ママ。明智がパワーアップ後のアルバムで後姿で登場。子供のとき一度UFOを目撃した。
野球仙人（やきゅうせんにん）
主人公の父の魂をボールに入れた張本人。随所に登場する。過去シリーズでは『パワポケ2』などに登場。

## 裏サクセス（地獄ダンジョン編）
親父が死んでプロになることを決意した主人公。しかし、ひょんなことから穴に落ちてしまう。落ちた先にはなぜか父のパンツが。「とりあえず、ここを出よう」と、主人公は奥に足を踏み入れた。
いわゆるローグライク形式のゲームで、アイテムや装備を拾ったり敵と戦いながらフロアに存在する階段をひたすら下り、25階にいるカメダを倒せば（25階から）ダンジョンを脱出することができる。また、50階まで行き再びカメダと戦えば、野球超人伝が手に入る。
今回の裏サクセスではパーツ制が採用されておらず、レベルアップした際にもらえる経験値で本編と同様に主人公の能力を上げることとなる。特殊能力は敵を倒したときに出る肉を食べることで一定確率で身に付く。
アイテムは剣や斧などの武器、靴や鎧、盾などの防具、主人公を補助する飴、珠、カードがある。アイテムは祝福や呪いのパラメータを持っており、祝福されたアイテムならば普段より良い効果になるが、呪われたアイテムだと普段より悪い効果になる上、装備しているものであれば装備をはずすことができなくなってしまう。
また、武器、防具、珠には耐久度が存在し、0になるとそのアイテムが壊れてしまう。
敵の攻撃や空腹でHPが0になると死亡してゲームオーバーとなるが、従来同様4回まではコンティニュー可能（もちろん所持金没収や呪い付与等のペナルティは食らう）。また、ダンジョンで活動できる時間は限られており、時間切れになると同様にゲームオーバーになる上、コンティニューも不可能。

### 登場人物（裏）
登場人物の名前の後の括弧書きの名前は表サクセスでの登場人物の本名で、括弧書きの数字は本作まで登場した表サクセスの世界の登場作品。『ダッシュ』は『パワポケダッシュ』表サクセス「親父ボール編」の呼称。表サクセスの名前が未表記の人物は表サクセスの登場人物と同一人物。
主人公（しゅじんこう）（『ダッシュ』）
表サクセスの主人公。親父の墓参り後に地獄へ落ちてしまった。
小野 玄空（おの げんくう）（『ダッシュ』）
表サクセスの小野と同一人物。主人公が落ちたのは地獄界だと教え、他に様々なアドバイスをくれる。なぜ彼が地獄界にいるかは不明。
地獄の預かり屋（じごくのあずかりや）【磯田 修一（いそだ しゅういち）：『2』『5』『7』『8』】
地下1階で店を構える人物。彼がいる部屋にアイテムを置くと消失することなく保管することができる。また、クリア時にここにアイテムを置いておくと、次回のプレイでアイテムを引き継ぐことができる。
地獄の鍛冶屋（じごくのかじや）【主人公の父（しゅじんこうのちち）：『4』】
ランダムで出現する鍛冶屋。外見は『4』の流用。ペラを払えばアイテムの耐久度を最大まで回復してくれる。たくさん使えば野手ならサブポジションを教えてくれる。
地獄の商店（じごくのしょうてん）【石田 昭三（いしだ しょうぞう）：『4』】
ランダムで出現する商人。外見は『4裏』の流用。アイテムの売買ができる。たくさん使えばアイテム図鑑にない商品を入荷してくれる。
地獄の僧侶（じごくのそうりょ）【鋼 毅（はがね つよし）：『1』『3』『6』】
ランダムで出現する僧侶。外見は『5裏』の流用。ペラを払えばアイテムの鑑定、呪いの解除ができる。たくさん利用すれば投手なら特殊変化球を教えてくれる。
かめだ【亀田 光夫（かめだ みつお）/ハイパー亀田（ハイパーかめだ）：『1』『2』『3』『5』】
裏サクセスの常連。今回は地獄ダンジョンのボス。ガンダーロボと共に25階と50階で待ち構えている。主人公とは因縁がある様子。
なお、本作ではひらがな表記である。姿は無田の流用で、無田と区別するためにプロフィールでは顔に影がある怒り顔で登録される。
その他、従来の裏サクセスで登場した敵やほるひす、としおくんがモンスターとして登場する。

## 登場チーム
本作は日本野球機構(NPB)12球団・選手とパワポケシリーズ本編のアレンジチームが収録されない、登場したアレンジチームは本作で登場したチームとブラックスターズ（本編のオールキャラアレンジチーム「デビルスターズ」と相当するもの）のみとなる。ただし、選手登録データではNPB12球団をイメージしたオリジナルチームが登場し、『9』以降の作品でパスワードを登録すると、その名前に対応したNPB球団に変更して登録される仕組みになっている。(下記参照)
後に発売された『パワプロクンポケットR』のドリルモグラーズ編（『2』・『1・2』のモグラーズ編のリメイク）では、本作と同様にNPB12球団が下記のオリジナルチームに差し替えられている。そのため、オリジナルチームの差し替え扱いとしては本作ではなかった対戦モードとしては使用することができる。
なお、『R』の各差し替えチームの選手は対応したNPB球団の2020年シーズン終了時点の支配下登録選手の名前・グラフィックを入れ換えたものである。
| チーム名       | 対応したNPB球団              |
| -------------- | ---------------------------- |
| シーガルズ     | 千葉ロッテマリーンズ         |
| ファルコンズ   | 福岡ソフトバンクホークス     |
| キングス       | 西武ライオンズ               |
| バイソンズ     | オリックス・バファローズ     |
| ソルジャーズ   | 北海道日本ハムファイターズ   |
| フェニックス   | 東北楽天ゴールデンイーグルス |
| ジャガーズ     | 阪神タイガース               |
| ワイバーンズ   | 中日ドラゴンズ               |
| シーサイズ     | 横浜ベイスターズ             |
| スワンズ       | 東京ヤクルトスワローズ       |
| ガリバーズ     | 読売ジャイアンツ             |
| フィッシャーズ | 広島東洋カープ               |

## スタッフ
- きかく - まるやまおさむ、やまもとたく、ふじおかけんじ
- プログラム - まるやまおさむ、やまもとたく
- グラフィック - ふじおかけんじ、ちばたかし、はぎわらちかこ、おおきけんじ
- サウンド - おおくぼさとる、 ゆみしまたかこ、スペシャルサンクス - (株)マリブ エンターテイメント
- せつめいしょ - むらかみゆきひで
- パッケージ - たなかさきこ
- HP - ないとうさとこ
- こうほう - まつむらけん、とよかいおさむ、おづたかひさ
- おてつだい - みうらりょうすけ、はかたゆきひろ、しまづたけし、きたがわやすまさ、パワポケチームのみなさん
- パワプロプロダクション - うえはらかずひこ
- パワポケダッシュせきにんしゃ - ふじおかけんじ
- KONAMI